# Jean-Claude Yacoubian
Pour les articles homonymes, voir Yacoubian.
Jean-Claude Yacoubian, né le 25 janvier 1947 à Lyon, est un footballeur français évoluant au poste de défenseur.

## Biographie
Il évolue en Division 1 avec l'Olympique lyonnais et en Division 2 avec le FC Martigues.
Il dispute au cours de sa carrière huit matchs en Division 1, sans inscrire de but, et 127 matchs en Division 2, marquant quatre buts.

## Palmarès
FC Martigues
- Championnat de France D3 (1) :
  - Champion : 1973-74 (Gr. Sud).